# ヨングFCユトレヒト
ヨングFCユトレヒト（Jong FC Utrecht）は、オランダ・ユトレヒト州ユトレヒトに本拠地を置くFCユトレヒトのリザーブチームである。2016-17シーズンからエールステ・ディヴィジでプレーしている。

## 概要
2015-16シーズン、オランダ国内のリザーブチームによって行われるリーグ戦のベロフテン・エールディヴィジで優勝し、チームは初めてエールステ・ディヴィジに参入した。ファーストシーズンは18位、セカンドシーズンはリーグ最下位に終わったが、トゥヴェーデ・ディヴィジからの昇格がなかったため、エールステに残留できた。
また、所属できる選手とクラブには条件があり、
- エールステ・ディヴィジでプレーできるリザーブチームは最大4クラブまで（現在はヨング・アヤックス、ヨングPSV、ヨングAZ、ヨングFCユトレヒト）。
- リザーブチームでプレーできるのは24歳未満の選手のみ。
- 18～20歳の選手で、トップチームで18試合出場した選手はそれ以降、リザーブチームでのプレー権利を失う。
- 21～22歳の選手で、トップチームで18試合出場した選手はそれ以降、リザーブチームでのプレー権利を失う。

といった制約がある。

## 過去の成績
| シーズン | ディビジョン           | ディビジョン | ディビジョン | ディビジョン | ディビジョン | ディビジョン | ディビジョン | ディビジョン | ディビジョン |
| シーズン | リーグ                 | 試           | 勝           | 分           | 敗           | 得           | 失           | 点           | 順位         |
| -------- | ---------------------- | ------------ | ------------ | ------------ | ------------ | ------------ | ------------ | ------------ | ------------ |
| 2016-17  | エールステ・ディヴィジ | 38           | 10           | 7            | 21           | 50           | 71           | 37           | 18位         |
| 2017-18  | エールステ・ディヴィジ | 38           | 7            | 6            | 25           | 37           | 76           | 27           | 20位         |
| 2018-19  | エールステ・ディヴィジ | 38           | 5            | 8            | 25           | 47           | 90           | 23           | 19位         |
| 2019-20  | エールステ・ディヴィジ | 29           | 10           | 8            | 11           | 48           | 47           | 38           | 11位         |
| 2020-21  | エールステ・ディヴィジ | 38           |              |              |              |              |              |              | 位           |

## 現所属メンバー
2020年10月5日現在
このリストには、トップチーム登録の選手は含まれない。
注：選手の国籍表記はFIFAの定めた代表資格ルールに基づく。
| No. | Pos. |          | 選手名                               |
| --- | ---- | -------- | ------------------------------------ |
|     | GK   | オランダ | ヨエイ・フーヴェリング               |
|     | GK   | オランダ | ヨルト・ライフローク                 |
|     | DF   | オランダ | レダ・アクマム                       |
|     | DF   | ベルギー | エーリティエ・デヨング               |
|     | DF   | オランダ | ニシアノ・フロートファーム           |
|     | DF   | オランダ | デンソ・カシウス                     |
|     | DF   | オランダ | ルベン・クライファート               |
|     | DF   | オランダ | ジェフェンシオ・ファン・デル・クスト |
|     | DF   | オランダ | クリストファー・マメンジ             |
|     | DF   | オランダ | シリアン・モコノ                     |
|     | DF   | オランダ | マルク・パバイ                       |
|     | MF   | オランダ | ライアン・エル・アズラク             |
|     | MF   | オランダ | リダ・エル・バライー                 |

| No. | Pos. |          | 選手名                                 |
| --- | ---- | -------- | -------------------------------------- |
|     | MF   | オランダ | ダフィー・ファン・デル・ベルフ         |
|     | MF   | フランス | ジネディーヌ・ブレババ                 |
|     | MF   | オランダ | ライモント・ハイツィング               |
|     | MF   | フランス | アルベール・ロッタン                   |
|     | MF   | オランダ | デレンシリ・サンチェス・フェルナンデス |
|     | MF   | オランダ | ジョヴァンニ・デ・ラ・ベガ             |
|     | FW   | オランダ | ヒシャム・アヘファイ                   |
|     | FW   | オランダ | イェレディ・ヒルターマン               |
|     | FW   | オランダ | エロス・マディ                         |
|     | FW   | オランダ | モハメド・マラヒ                       |
|     | FW   | オランダ | ヤシン・ナセル                         |
|     | FW   | オランダ | ティム・ピーテルス                     |
|     | FW   | オランダ | ヤシン・テクファウィ                   |

## 歴代監督
| 期間      | 監督             |
| --------- | ---------------- |
| 2016-2019 | ロビン・プロンク |
| 2019-     | レネ・ハケ       |

## 歴代所属選手

### DF
- ジョヴァンニ・トゥルペー 2017-2018

### MF
- ザカリア・ラビアド 2017-2018

### FW
- クリストファー・ペテルソン 2014-2017
- パトリック・ヨーステン 2016-2018
- ビラル・ウルド＝シフ 2017-2018